# Franjo Jezidžić
Franjo Jezidžić (Glavice, 26. kolovoza 1954. - ?) bio je bosanskohercegovački hrvatski pjesnik za djecu, profesor hrvatskog jezika i novinar.
Bio je kolega profesor Dževadu Mlaći, koji je bio profesor matematike prije rata, a u ratu svemoćni čelnik Bugojna, ratni gospodar života i smrti u Bugojnu. U ratu je napisao zbirku pjesama. U ratu je bio u HVO Bugojna načelnik Informativno-promidžbene djelatnosti 104. brigade Eugen Kvaternik HVO-a Bugojno. Druga Jedidžićeva zbirka pjesama su pjesme za djecu pod naslovom Kad pjevaju šume mog djeda.  Uz roditelje, na njegov povratak su čekali supruga i dvoje djece. Nije živ dočekao objavljivanje. Jedan je od 21 vojnika HVO-a Bugojno koji se vode kao nestali od 1. studenoga 1993. godine, a za čiji se nestanak i smrt okrivljuju baš njegov školski kolega profesor Dževad Mlaćo i Selmo Cikotić.
Sudski verificiran Mlaćin dnevnik sadrži redak "Zvanično ne smijemo imati civilnih zarobljenika. Tajno, ekstremni dio zarobljenika se likvidira." Nakon toga zapovijed je izdao Selmo Cikotić da se dvadeset bugojanskih Hrvata, pripadnika gradske elite izvede iz zatočeničkog logora. Otad su ti Hrvati nestali i do danas nisu nađeni.

## Djela
- Kad pjevaju šume moga djeda, Mostar 1999.